# أوتون
أوتون أو أشتيون (بالفرنسية: Autun)‏ هي بلدية فرنسية تقع في إقليم مقاطعة بورغوني- فرانش كومتيه بفرنسا. أُسست خلال عهد الزعامة في عهد الإمبراطور أغسطس. سنة 2015، بلغ عدد سكان أوتون حوالي 23.727 نسمة.

## توأمة
لأوتون اتفاقيات توأمة مع كل من:
- إنغلهايم آم راين (1963 -)
- ستيفينيدج [الإنجليزية]‏
- كاواغويه
- أريفالو

## أعلام
- كلود بوفنوار
- نيكولا رولان
- رينيه بونينو
- لويس الكفيف
- لويس رينو